# Joseph Kervyn de Lettenhove

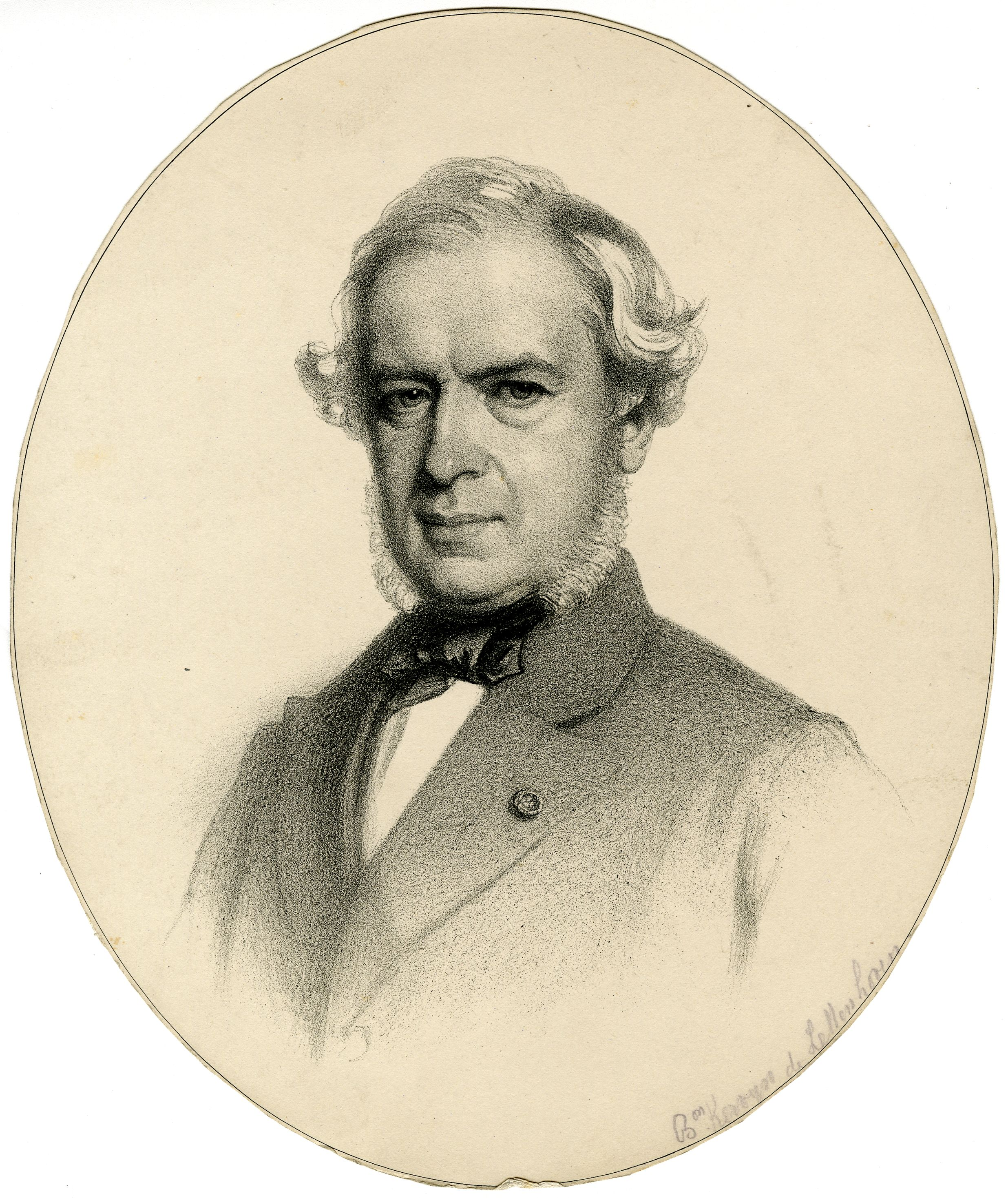
Joseph Kervyn de Lettenhove

Joseph Constantin Marie Bruno Kervyn de Lettenhove (Sint-Michiels, 17 augustus 1817 - 2 april 1891) was een Belgisch historicus en politicus voor de Katholieke Partij.

## Biografie

### Familie
Joseph Kervyn de Lettenhove, vanaf 1861 baron, was een telg uit de familie Kervyn. Hij was de zoon van Joseph Guillaume Kervyn, burgemeester van Sint-Michiels en lid van de Provinciale Staten van West-Vlaanderen, en Eugénie de Heere de Beauvoorde (1784-1873), dochter van de laatste schout van Brugge, Bruno de Heere. Zijn oom was Bruno-Désiré de Heere, burgemeester van Sint-Michiels.
Hij trouwde in 1839 met Eugénie de Laage de Bellefaye (1820-1880). Ze kregen tien kinderen, met nakomelingen tot heden. Ze waren de schoonouders van graaf Louis de Briey, volksvertegenwoordiger.

### Loopbaan
Kervyn studeerde in Parijs en behaalde in 1832 het 'baccalauréat des lettres'. In 1836 werd hij licentiaat in de rechten. Hij richtte zijn studies echter vooral op de geschiedenis en volgde aan de Sorbonne vooral de cursussen van Jules Michelet, François Guizot en Saint-Marc Girardin. In 1839 was hij weer in België en wijdde zich voortaan aan historisch onderzoek en publicaties. In 1847-1850 publiceerde hij zijn eerste werk, het zesdelige Histoire de Flandre, waarvoor hij in 1851 de vijfjaarlijkse prijs voor vaderlandse geschiedenis kreeg. In 1850 werd hij tevens lid van de Académie royale des sciences, des lettres et des beaux-arts de Belgique.
Van 1861 tot 1891 zetelde hij voor de Katholieke Partij in de Kamer van volksvertegenwoordigers, als verkozene voor het arrondissement Eeklo. In de Kamer was hij de jarenlange woordvoerder van zijn partij in kwesties van onderwijs, verkiezingen en Vlaamse problematiek, waarbij hij vooral de Vlaamse taal in rechtszaken verdedigde. Hij was minister van Binnenlandse Zaken in 1870 in de regering-D'Anethan, maar moest het jaar nadien al aftreden, net als de hele regering, nadat de door hem tot gouverneur van Limburg benoemde Pierre de Decker, een van zijn voorgangers, betrokken was geraakt in het financieel schandaal veroorzaakt door het faillissement van de bankier André Langrand-Dumonceau. 
Van 1863 tot 1882 stond hij in voor de publicatie van 42 volumes met oude teksten, onder meer de geschriften van Jean Froissart en Georges Chastellain. In 1865 werd hij eveneens lid van de Koninklijke Commissie voor Geschiedenis, waarvan hij van 1871 tot aan zijn dood de voorzitter was. Ook in dit kader gaf hij 16 volumes uit in de serie Chroniques belges inédites.
Kervyn werd in 1886 voorzitter van het Genootschap voor Geschiedenis te Brugge, waarvan hij sinds 1864 bestuurslid was. Hij volgde in deze functie kanunnik Joseph-Olivier Andries op en werd zelf opgevolgd door graaf Thierry de Limburg Stirum.

## Publicaties (selectie)
- Œuvres choisies de Milton, Parijs, 1839.
- Histoire de Flandre, 6 vol., Brussel, Delevinge et Callewaert 1847-1850. (Bekroond in 1851 met de vijfjaarlijkse prijs voor vaderlandse geschiedenis)
  - Tweede uitgave, 4 vol., Brugge, Beyaert-Defoort, 1853-1854.
  - Derde uitgave, 4 vol., Brugge, Beyaert-Defoort, 1874-1875.
- Les chronikes des contes de Flandres, texte du treizième siècle, Brugge, Vandecasteele-Werbrouck, 1849.
- Mémoires de Jean de Dadizeele, souverain-bailli de Flandre, hautbailli de Gand, capitaine-général de l'armée flamande, conseiller, chambellan et maître d'hôtel de Maximilien d'Autriche et de Marie de Bourgogne, ambassadeur en Angleterre, etc., Brugge, Vandecasteele-Werbrouck, 1850.
- Notice sur un manuscrit de l'abbaye des Dunes, Brussel, Hayez, 1850.
- Études sur l'histoire du XIIIe siècle. De la part que l'ordre de Citeaux et le comte de Flandre prirent à la lutte de Boniface VIII et de Philippe le Bel, Brussel, Hayez, 1854.
- Froissart. Étude littéraire sur le XIVme siècle, 2 vol., Brussel, Decq, 1857. (Bekroond in 1856 door de Académie française)
- Commentaires de Charles-Quint, Parijs, Didot 1862.
- Le premier livre des chroniques de Jehan Froissart. Texte inédit publié d'après un manuscrit de la bibliothèque du Vatican, 2 vol., Brussel, Heussner, 1863.
- Jacques d'Artevelde, Gent, Van Doosselaere, 1863.
- Œuvres de Georges Chastellain, 8 vol., Brussel, Heussner, 1863-1866.
- Lettres et négociations de Philippe de Commines, 3 vol., Brussel, Devaux, 1867-1874.
- Oeuvres de Froissart, 25 vol., Brussel, Devaux, 1867-1877.
- Lettres inédites de Marie-Thérèse et de Joseph II, Brussel, Hayez, 1868.
- Chroniques relatives à l'histoire de la Belgique sous la domination des ducs de Bourgogne, 3 vol., Brussel, Hayez, 1870-1876.
- Codex Dunensis sive diplomatum et chartarum Medii Aevi amplissima collectio, Brussel, Hayez, 1875.
- Récits d'un bourgeois de Valenciennes (XIVe siècle), Leuven, Lefever, 1877.
- Istore et croniques de Flandres, d'après les textes de divers manuscrits, 2 vol., Brussel, Hayez, 1879-1880.
- Poésies de Gilles Li Muisis, 2 vol., Leuven, Lefever, 1882.
- Relations politiques des Pays-Bas et de l'Angleterre, sous le règne de Philippe II, 10 vol., Brussel, Hayez, 1882-1892. (vol. 11, Brussel, Hayez, 1900) gepubliceerd door Louis Gilliodts)
- Les Huguenots et les Gueux. Étude historique sur vingt-cinq années du XVIe siècle, 1560-1585, 6 vol., Brugge, Beyaert-Storie, 1883-1885. (Bekroond in 1886 met de Prix Thérouanne)
- Marie Stuart. L'œuvre puritaine, Le procès, Le supplice, 1585-1587, 2 vol., Parijs, Perrin, 1889.